# کارلوس (ویرجینیای غربی)
کارلوس (به انگلیسی: Carlos) یک منطقهٔ مسکونی در ایالات متحده آمریکا است که در شهرستان مک‌داول، ویرجینیای غربی واقع شده‌است.